# Кирвайлер (Пфальц)
Кирвайлер (нем. Kirrweiler) — община в Германии, в земле Рейнланд-Пфальц.
Входит в состав района Южный Вайнштрассе. Подчиняется управлению Майкаммер. Население составляет 2070 человек (на 31 декабря 2010 года). Занимает площадь 14,84 км².
28 мая 1794 года, в ходе Войны первой коалиции, здесь произошло сражение между прусскими частями под командованием Гебхарда Леберехта Блюхера и французской армией под началом Клода Иньяса Франсуа Мишо. Пруссаки одержали победу захватив 6 орудий и 300 пленных; сам Блюхер был произведён в генерал-майоры.